# 乐欬

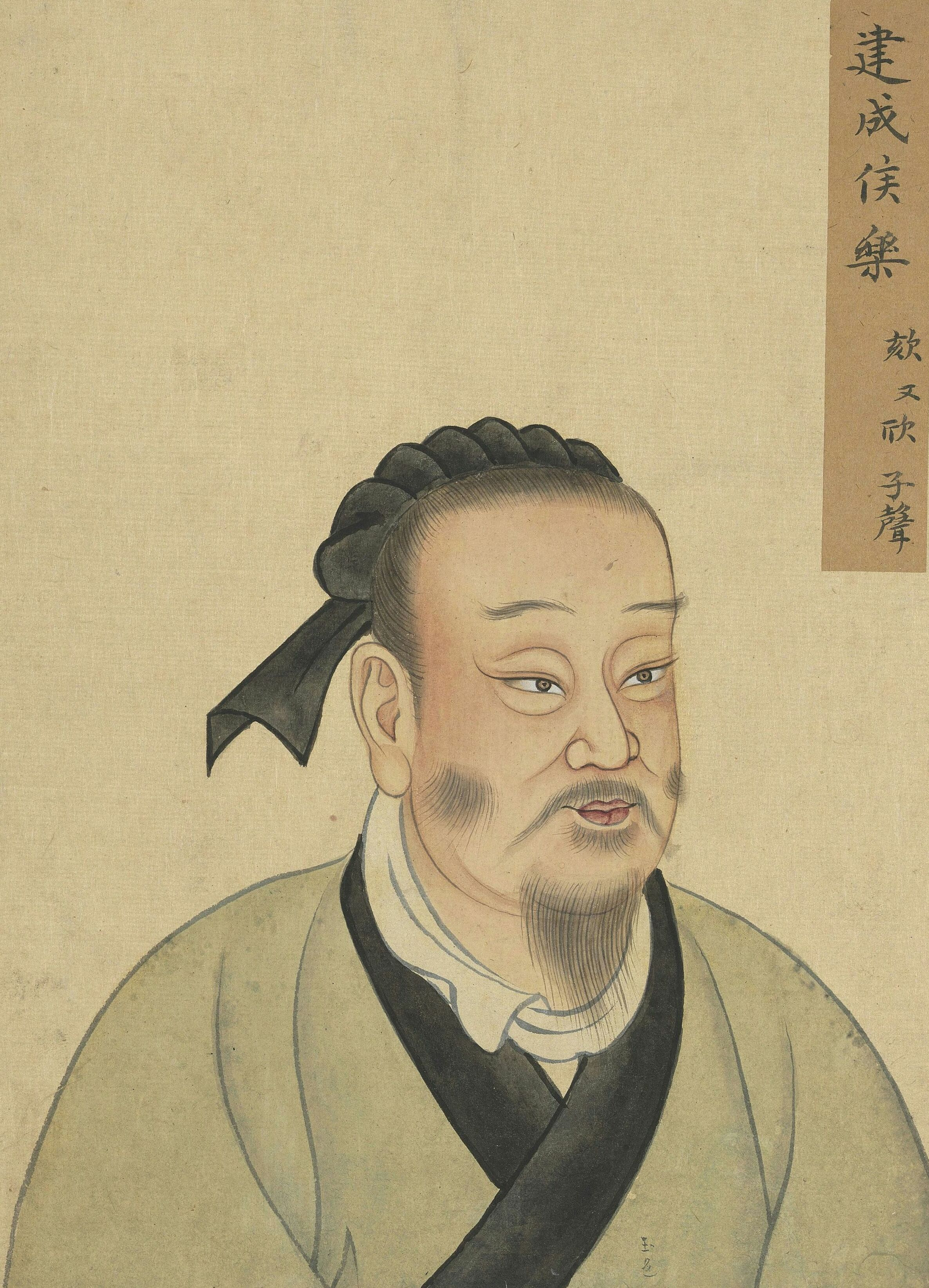
樂欬

乐欬（？—？），《孔子家语·弟子解》作乐欣，字子声。春秋时期鲁国人。孔子弟子。

## 生平
乐欬事迹不详。 

## 歷代追封
- 漢明帝永平十五年（72年）從祀孔廟。
- 唐玄宗開元二十七年（739年）封昌平伯。
- 宋真宗大中祥符二年（1009年）封建成侯。
- 明世宗嘉靖九年（1530年）封先賢乐子。